# Liste der Länder nach Handelspartner
Folgende Liste sortiert Länder nach ihrem jeweils größten Handelspartner im Import sowie Export von Waren. Als Import gilt im internationalen Handel die Bezeichnung für die Einfuhr von Waren und Dienstleistungen, die ihren ständigen Sitz außerhalb des jeweiligen Landes haben. Als Export gilt dagegen die Bezeichnung für die Ausfuhr von selbigen Waren und Dienstleistungen.

## Liste
Liste der Länder nach ihren jeweils drei wichtigsten Handelspartnern bei Warenimporten sowie Warenexporten zum letzten ermittelbaren Zeitpunkt. Angegeben ist zudem das gesamte Handelsvolumen in Millionen US-Dollar und der Anteil der jeweiligen Handelspartner an den gesamten Importen bzw. Exporten eines Landes. Die Staaten der Europäischen Union werden als ein Handelspartner gezählt, da sie einen gemeinsamen Markt bilden. Alle Zahlen stammen von der World Trade Organisation. Das Jahr gilt für die Handelspartner, das Handelsvolumen gilt bei allen Ländern für das Jahr 2021.
| Land                         | Handelsart | Handelsvolumen in Mio. $ | 1. Handelspartner            | Anteil | 2. Handelspartner              | Anteil | 3. Handelspartner            | Anteil | Jahr |
| ---------------------------- | ---------- | ------------------------ | ---------------------------- | ------ | ------------------------------ | ------ | ---------------------------- | ------ | ---- |
| Afghanistan                  | Exporte    | 1.037                    | Indien                       | 47,1 % | Pakistan                       | 34,2 % | Volksrepublik China          | 3,6 %  | 2019 |
| Afghanistan                  | Importe    | 5.574                    | Iran                         | 14,6 % | Volksrepublik China            | 13,6 % | Pakistan                     | 12,9 % | 2019 |
| Ägypten                      | Exporte    | 43.626                   | Europäische Union            | 29,1 % | Türkei                         | 6,5 %  | Indien                       | 5,7 %  | 2021 |
| Ägypten                      | Importe    | 83.503                   | Europäische Union            | 22,1 % | Volksrepublik China            | 13,6 % | Saudi-Arabien                | 8,5 %  | 2021 |
| Albanien                     | Exporte    | 3.559                    | Europäische Union            | 74,5 % | Serbien                        | 12,1 % | Nordmazedonien               | 3,3 %  | 2020 |
| Albanien                     | Importe    | 7.718                    | Europäische Union            | 57,7 % | Türkei                         | 9,6 %  | Volksrepublik China          | 9,6 %  | 2020 |
| Algerien                     | Exporte    | 36.700                   | Europäische Union            | 53,3 % | Vereinigte Staaten             | 9,9 %  | Brasilien                    | 6,0 %  | 2017 |
| Algerien                     | Importe    | 36.000                   | Europäische Union            | 42,8 % | Volksrepublik China            | 18,1 % | Türkei                       | 4,4 %  | 2017 |
| Angola                       | Exporte    | 33.581                   | Volksrepublik China          | 61,3 % | Europäische Union              | 12,2 % | Indien                       | 9,9 %  | 2019 |
| Angola                       | Importe    | 11.795                   | Europäische Union            | 40,3 % | Volksrepublik China            | 14,3 % | Südkorea                     | 5,3 %  | 2019 |
| Antigua und Barbuda          | Exporte    | 19                       | Vereinigte Arabische Emirate | 52,7 % | Europäische Union              | 10,6 % | Vereinigte Staaten           | 9,8 %  | 2019 |
| Antigua und Barbuda          | Importe    | 596                      | Vereinigte Staaten           | 48,2 % | Europäische Union              | 8,1 %  | Volksrepublik China          | 7,4 %  | 2019 |
| Argentinien                  | Exporte    | 77.935                   | Brasilien                    | 15,1 % | Europäische Union              | 12,7 % | Volksrepublik China          | 7,9 %  | 2021 |
| Argentinien                  | Importe    | 63.185                   | Volksrepublik China          | 21,4 % | Brasilien                      | 19,6 % | Europäische Union            | 14,7 % | 2021 |
| Armenien                     | Exporte    | 3.023                    | Russland                     | 26,8 % | Europäische Union              | 22,1 % | Volksrepublik China          | 13,3 % | 2021 |
| Armenien                     | Importe    | 3.293                    | Russland                     | 33,5 % | Europäische Union              | 17,4 % | Volksrepublik China          | 16,2 % | 2021 |
| Aserbaidschan                | Exporte    | 22.207                   | Europäische Union            | 58,8 % | Türkei                         | 12,7 % | Russland                     | 4,1 %  | 2021 |
| Aserbaidschan                | Importe    | 11.706                   | Europäische Union            | 18,2 % | Russland                       | 17,7 % | Türkei                       | 15,8 % | 2021 |
| Äthiopien                    | Exporte    | 3.949                    | Europäische Union            | 21,1 % | Somalia                        | 11,6 % | Vereinigte Staaten           | 10,2 % | 2020 |
| Äthiopien                    | Importe    | 15.973                   | Volksrepublik China          | 29,5 % | Indien                         | 10,5 % | Europäische Union            | 9,7 %  | 2020 |
| Australien                   | Exporte    | 344.829                  | Volksrepublik China          | 34,2 % | Japan                          | 8,9 %  | Südkorea                     | 6,6 %  | 2021 |
| Australien                   | Importe    | 261.165                  | Volksrepublik China          | 27,9 % | Europäische Union              | 15,7 % | Vereinigte Staaten           | 10,2 % | 2021 |
| Bahamas                      | Exporte    | 565                      | Vereinigte Staaten           | 74,7 % | Europäische Union              | 9,9 %  | Panama                       | 5,4 %  | 2018 |
| Bahamas                      | Importe    | 3.201                    | Vereinigte Staaten           | 83,9 % | Europäische Union              | 2,2 %  | Volksrepublik China          | 1,5 %  | 2018 |
| Bahrain                      | Exporte    | 22.369                   | Saudi-Arabien                | 14,3 % | Vereinigte Arabische Emirate   | 10,1 % | Vereinigte Staaten           | 5,6 %  | 2019 |
| Bahrain                      | Importe    | 14.188                   | Saudi-Arabien                | 33,7 % | Europäische Union              | 11,4 % | Volksrepublik China          | 11,1 % | 2019 |
| Bangladesch                  | Exporte    | 44.223                   | Europäische Union            | 43,5 % | Vereinigte Staaten             | 19,3 % | Vereinigtes Königreich       | 11,0 % | 2015 |
| Bangladesch                  | Importe    | 80.488                   | Volksrepublik China          | 21,5 % | Indien                         | 12,2 % | Singapur                     | 9,2 %  | 2015 |
| Barbados                     | Exporte    | 350                      | Vereinigte Staaten           | 19,2 % | Jamaika                        | 7,7 %  | Guyana                       | 7,5 %  | 2021 |
| Barbados                     | Importe    | 1.672                    | Vereinigte Staaten           | 47,0 % | Trinidad und Tobago            | 12,5 % | Europäische Union            | 9,1 %  | 2021 |
| Belgien                      | Exporte    | 545.284                  | Europäische Union            | 69,1 % | Vereinigte Staaten             | 7,1 %  | Vereinigtes Königreich       | 6,3 %  | 2021 |
| Belgien                      | Importe    | 367.378                  | Europäische Union            | 63,4 % | Vereinigte Staaten             | 4,8 %  | Volksrepublik China          | 3,1 %  | 2021 |
| Belize                       | Exporte    | 424                      | Vereinigtes Königreich       | 22,9 % | Vereinigte Staaten             | 22,2 % | Europäische Union            | 18,3 % | 2021 |
| Belize                       | Importe    | 1.061                    | Vereinigte Staaten           | 35,9 % | Volksrepublik China            | 15,9 % | Mexiko                       | 12,9 % | 2021 |
| Benin                        | Exporte    | 3.445                    | Bangladesch                  | 41,7 % | Indien                         | 10,0 % | Volksrepublik China          | 9,8 %  | 2021 |
| Benin                        | Importe    | 4.333                    | Europäische Union            | 24,3 % | Indien                         | 17,2 % | Volksrepublik China          | 11,7 % | 2021 |
| Bhutan                       | Exporte    | 784                      | Indien                       | 93,7 % | Bangladesch                    | 4,1 %  | Europäische Union            | 0,9 %  | 2012 |
| Bhutan                       | Importe    | 1.220                    | Indien                       | 78,8 % | Europäische Union              | 4,5 %  | Südkorea                     | 3,1 %  | 2012 |
| Bolivien                     | Exporte    | 11.030                   | Indien                       | 16,7 % | Brasilien                      | 13,1 % | Argentinien                  | 9,4 %  | 2021 |
| Bolivien                     | Importe    | 9.559                    | Volksrepublik China          | 20,5 % | Brasilien                      | 17,7 % | Argentinien                  | 13,2 % | 2021 |
| Bosnien und Herzegowina      | Exporte    | 8.614                    | Europäische Union            | 72,9 % | Serbien                        | 12,7 % | Montenegro                   | 2,8 %  | 2021 |
| Bosnien und Herzegowina      | Importe    | 13.029                   | Europäische Union            | 59,0 % | Serbien                        | 11,4 % | Volksrepublik China          | 7,9 %  | 2021 |
| Botswana                     | Exporte    | 7.206                    | Vereinigte Arabische Emirate | 25,6 % | Europäische Union              | 23,6 % | Indien                       | 17,3 % | 2021 |
| Botswana                     | Importe    | 8.359                    | Südafrika                    | 54,8 % | Europäische Union              | 17,0 % | Vereinigte Arabische Emirate | 4,8 %  | 2021 |
| Brasilien                    | Exporte    | 280.815                  | Volksrepublik China          | 31,3 % | Europäische Union              | 13,0 % | Vereinigte Staaten           | 11,2 % | 2021 |
| Brasilien                    | Importe    | 234.690                  | Volksrepublik China          | 22,8 % | Vereinigte Staaten             | 17,7 % | Europäische Union            | 17,1 % | 2021 |
| Brunei                       | Exporte    | 11.037                   | Japan                        | 25,6 % | Singapur                       | 21,3 % | Volksrepublik China          | 17,7 % | 2020 |
| Brunei                       | Importe    | 8.570                    | Malaysia                     | 17,4 % | Singapur                       | 14,2 % | Volksrepublik China          | 10,8 % | 2020 |
| Bulgarien                    | Exporte    | 41.018                   | Europäische Union            | 65,1 % | Türkei                         | 6,4 %  | Volksrepublik China          | 3,3 %  | 2020 |
| Bulgarien                    | Importe    | 46.195                   | Europäische Union            | 60,7 % | Türkei                         | 7,1 %  | Russland                     | 6,1 %  | 2020 |
| Burkina Faso                 | Exporte    | 5.043                    | Schweiz                      | 72,7 % | Indien                         | 9,6 %  | Singapur                     | 3,8 %  | 2021 |
| Burkina Faso                 | Importe    | 4.614                    | Europäische Union            | 22,1 % | Volksrepublik China            | 13,9 % | Elfenbeinküste               | 8,5 %  | 2021 |
| Burundi                      | Exporte    | 156                      | Vereinigte Arabische Emirate | 32,2 % | DR Kongo                       | 19,6 % | Europäische Union            | 9,4 %  | 2020 |
| Burundi                      | Importe    | 1.030                    | Volksrepublik China          | 15,6 % | Europäische Union              | 12,7 % | Saudi-Arabien                | 9,5 %  | 2020 |
| Chile                        | Exporte    | 94.677                   | Volksrepublik China          | 38,8 % | Vereinigte Staaten             | 15,8 % | Europäische Union            | 8,8 %  | 2021 |
| Chile                        | Importe    | 92.197                   | Volksrepublik China          | 29,9 % | Vereinigte Staaten             | 17,4 % | Europäische Union            | 12,3 % | 2021 |
| Volksrepublik China          | Exporte    | 3.363.835                | Vereinigte Staaten           | 17,2 % | Europäische Union              | 15,4 % | Hongkong                     | 10,4 % | 2021 |
| Volksrepublik China          | Importe    | 2.688.634                | Europäische Union            | 11,5 % | Taiwan                         | 9,3 %  | Südkorea                     | 8,0 %  | 2021 |
| Costa Rica                   | Exporte    | 15.494                   | Vereinigte Staaten           | 43,5 % | Europäische Union              | 19,1 % | Guatemala                    | 5,1 %  | 2020 |
| Costa Rica                   | Importe    | 20.728                   | Vereinigte Staaten           | 37,4 % | Volksrepublik China            | 14,5 % | Europäische Union            | 9,7 %  | 2020 |
| Dänemark                     | Exporte    | 125.945                  | Europäische Union            | 45,7 % | Norwegen                       | 5,7 %  | Vereinigtes Königreich       | 4,9 %  | 2021 |
| Dänemark                     | Importe    | 120.307                  | Europäische Union            | 66,3 % | Volksrepublik China            | 8,0 %  | Norwegen                     | 3,8 %  | 2021 |
| Deutschland                  | Exporte    | 1.631.931                | Europäische Union            | 58,0 % | Vereinigte Staaten             | 8,9 %  | Volksrepublik China          | 7,6 %  | 2021 |
| Deutschland                  | Importe    | 1.420.129                | Europäische Union            | 51,3 % | Volksrepublik China            | 11,9 % | Vereinigte Staaten           | 6,1 %  | 2021 |
| Dominica                     | Exporte    | 17                       | Trinidad und Tobago          | 18,8 % | Jamaika                        | 16,2 % | St. Kitts und Nevis          | 14,3 % | 2012 |
| Dominica                     | Importe    | 231                      | Vereinigte Staaten           | 36,8 % | Trinidad und Tobago            | 17,0 % | Europäische Union            | 5,0 %  | 2012 |
| Dominikanische Republik      | Exporte    | 12.462                   | Vereinigte Staaten           | 55,6 % | Europäische Union              | 8,7 %  | Schweiz                      | 8,2 %  | 2021 |
| Dominikanische Republik      | Importe    | 24.143                   | Vereinigte Staaten           | 46,9 % | Volksrepublik China            | 16,3 % | Europäische Union            | 12,0 % | 2021 |
| Dschibuti                    | Exporte    | 3.280                    | Äthiopien                    | 35,3 % | Europäische Union              | 20,6 % | Somalia                      | 11,9 % | 2009 |
| Dschibuti                    | Importe    | 4.011                    | Europäische Union            | 36,7 % | Vereinigte Arabische Emirate   | 18,5 % | Saudi-Arabien                | 6,0 %  | 2009 |
| Ecuador                      | Exporte    | 26.699                   | Vereinigte Staaten           | 24,0 % | Volksrepublik China            | 15,3 % | Panama                       | 14,9 % | 2021 |
| Ecuador                      | Importe    | 25.687                   | Volksrepublik China          | 23,5 % | Vereinigte Staaten             | 22,1 % | Europäische Union            | 10,1 % | 2021 |
| El Salvador                  | Exporte    | 6.629                    | Vereinigte Staaten           | 39,9 % | Guatemala                      | 17,3 % | Honduras                     | 16,4 % | 2021 |
| El Salvador                  | Importe    | 15.076                   | Vereinigte Staaten           | 27,2 % | Volksrepublik China            | 16,8 % | Guatemala                    | 10,6 % | 2021 |
| Elfenbeinküste               | Exporte    | 14.994                   | Europäische Union            | 36,5 % | Vereinigte Staaten             | 6,0 %  | Malaysia                     | 5,0 %  | 2019 |
| Elfenbeinküste               | Importe    | 9.735                    | Europäische Union            | 26,2 % | Volksrepublik China            | 17,2 % | Nigeria                      | 13,5 % | 2019 |
| Eritrea                      | Exporte    | 600                      | Volksrepublik China          | 57,5 % | Indien                         | 21,9 % | Europäische Union            | 7,9 %  | 2016 |
| Eritrea                      | Importe    | 1.154                    | Europäische Union            | 20,9 % | Volksrepublik China            | 18,1 % | Vereinigte Arabische Emirate | 15,4 % | 2016 |
| Estland                      | Exporte    | 13.171                   | Europäische Union            | 63,6 % | Vereinigte Staaten             | 9,0 %  | Russland                     | 6,4 %  | 2021 |
| Estland                      | Importe    | 14.948                   | Europäische Union            | 53,6 % | Russland                       | 11,6 % | Volksrepublik China          | 8,7 %  | 2021 |
| Eswatini                     | Exporte    | 2.060                    | Südafrika                    | 65,0 % | Kenia                          | 7,2 %  | Nigeria                      | 5,9 %  | 2020 |
| Eswatini                     | Importe    | 1.936                    | Südafrika                    | 71,4 % | Volksrepublik China            | 7,3 %  | Europäische Union            | 4,2 %  | 2020 |
| Äquatorialguinea             | Exporte    | 5.700                    | Europäische Union            | 42,3 % | Indien                         | 19,4 % | Volksrepublik China          | 13,5 % | 2016 |
| Äquatorialguinea             | Importe    | 1.900                    | Europäische Union            | 38,7 % | Vereinigte Staaten             | 23,3 % | Volksrepublik China          | 12,8 % | 2016 |
| Fidschi                      | Exporte    | 815                      | Vereinigte Staaten           | 20,5 % | Australien                     | 16,5 % | Neuseeland                   | 8,2 %  | 2021 |
| Fidschi                      | Importe    | 2.116                    | Singapur                     | 17,1 % | Australien                     | 16,9 % | Volksrepublik China          | 15,0 % | 2021 |
| Finnland                     | Exporte    | 81.971                   | Europäische Union            | 55,7 % | Vereinigte Staaten             | 6,6 %  | Russland                     | 5,4 %  | 2021 |
| Finnland                     | Importe    | 85.975                   | Europäische Union            | 55,7 % | Russland                       | 11,7 % | Volksrepublik China          | 9,0 %  | 2021 |
| Frankreich                   | Exporte    | 584.768                  | Europäische Union            | 54,0 % | Vereinigte Staaten             | 7,0 %  | Vereinigtes Königreich       | 5,7 %  | 2021 |
| Frankreich                   | Importe    | 714.102                  | Europäische Union            | 65,9 % | Volksrepublik China            | 6,7 %  | Vereinigte Staaten           | 4,3 %  | 2021 |
| Gabun                        | Exporte    | 5.962                    | Vereinigte Staaten           | 59,0 % | Europäische Union              | 15,8 % | Volksrepublik China          | 8,0 %  | 2009 |
| Gabun                        | Importe    | 3.444                    | Europäische Union            | 62,3 % | Vereinigte Staaten             | 7,1 %  | Volksrepublik China          | 4,9 %  | 2009 |
| Gambia                       | Exporte    | 32                       | Senegal                      | 50,5 % | Mali                           | 24,7 % | Guinea-Bissau                | 9,1 %  | 2020 |
| Gambia                       | Importe    | 607                      | Norwegen                     | 13,6 % | Europäische Union              | 12,3 % | Volksrepublik China          | 10,4 % | 2020 |
| Georgien                     | Exporte    | 4.242                    | Europäische Union            | 16,9 % | Volksrepublik China            | 14,5 % | Russland                     | 14,4 % | 2021 |
| Georgien                     | Importe    | 10.105                   | Europäische Union            | 22,9 % | Türkei                         | 18,1 % | Russland                     | 10,1 % | 2021 |
| Ghana                        | Exporte    | 14.727                   | Volksrepublik China          | 16,7 % | Europäische Union              | 15,2 % | Schweiz                      | 14,7 % | 2019 |
| Ghana                        | Importe    | 13.629                   | Europäische Union            | 18,6 % | Volksrepublik China            | 18,2 % | Vereinigte Staaten           | 9,4 %  | 2019 |
| Grenada                      | Exporte    | 29                       | Vereinigte Staaten           | 16,8 % | St. Vincent und die Grenadinen | 4,9 %  | Trinidad und Tobago          | 3,8 %  | 2021 |
| Grenada                      | Importe    | 450                      | Vereinigte Staaten           | 39,1 % | Trinidad und Tobago            | 17,2 % | Cayman Islands               | 9,3 %  | 2021 |
| Griechenland                 | Exporte    | 47.170                   | Europäische Union            | 52,2 % | Türkei                         | 5,2 %  | Vereinigte Staaten           | 4,1 %  | 2021 |
| Griechenland                 | Importe    | 75.855                   | Europäische Union            | 48,7 % | Volksrepublik China            | 7,8 %  | Russland                     | 6,7 %  | 2021 |
| Guatemala                    | Exporte    | 13.753                   | Vereinigte Staaten           | 31,8 % | El Salvador                    | 12,6 % | Honduras                     | 10,2 % | 2021 |
| Guatemala                    | Importe    | 26.607                   | Vereinigte Staaten           | 32,8 % | Volksrepublik China            | 15,6 % | Mexiko                       | 10,4 % | 2021 |
| Guinea                       | Exporte    | 10.433                   | Vereinigte Arabische Emirate | 27,6 % | Europäische Union              | 24,4 % | Ghana                        | 15,3 % | 2016 |
| Guinea                       | Importe    | 4.094                    | Europäische Union            | 31,8 % | Volksrepublik China            | 16,8 % | Vereinigte Arabische Emirate | 13,4 % | 2016 |
| Guinea-Bissau                | Exporte    | 215                      | Indien                       | 64,6 % | Europäische Union              | 10,2 % | Vietnam                      | 9,4 %  | 2016 |
| Guinea-Bissau                | Importe    | 355                      | Europäische Union            | 59,3 % | Senegal                        | 19,2 % | Volksrepublik China          | 7,2 %  | 2016 |
| Guyana                       | Exporte    | 4.356                    | Vereinigte Staaten           | 42,0 % | Singapur                       | 16,5 % | Vereinigte Arabische Emirate | 6,9 %  | 2021 |
| Guyana                       | Importe    | 4.376                    | Singapur                     | 40,1 % | Vereinigte Staaten             | 19,8 % | Guyana                       | 8,0 %  | 2021 |
| Haiti                        | Exporte    | 960                      | Vereinigte Staaten           | 80,8 % | Europäische Union              | 6,8 %  | Dominikanische Rep.          | 5,1 %  | 2016 |
| Haiti                        | Importe    | 3.232                    | Vereinigte Staaten           | 19,3 % | Volksrepublik China            | 18,9 % | Europäische Union            | 13,4 % | 2016 |
| Honduras                     | Exporte    | 10.216                   | Vereinigte Staaten           | 33,3 % | Europäische Union              | 18,7 % | El Salvador                  | 6,3 %  | 2019 |
| Honduras                     | Importe    | 15.040                   | Vereinigte Staaten           | 36,2 % | Volksrepublik China            | 16,1 % | Mexiko                       | 7,9 %  | 2019 |
| Hongkong                     | Exporte    | 669.903                  | Volksrepublik China          | 59,9 % | Europäische Union              | 6,5 %  | Vereinigte Staaten           | 6,0 %  | 2021 |
| Hongkong                     | Importe    | 712.358                  | Volksrepublik China          | 44,3 % | Taiwan                         | 9,9 %  | Singapur                     | 7,6 %  | 2021 |
| Indien                       | Exporte    | 395.425                  | Vereinigte Staaten           | 18,1 % | Europäische Union              | 14,9 % | Vereinigte Arabische Emirate | 6,4 %  | 2021 |
| Indien                       | Importe    | 572.909                  | Volksrepublik China          | 15,2 % | Europäische Union              | 8,0 %  | Vereinigte Arabische Emirate | 7,6 %  | 2021 |
| Indonesien                   | Exporte    | 229.850                  | Volksrepublik China          | 23,2 % | Vereinigte Staaten             | 11,2 % | Europäische Union            | 7,8 %  | 2021 |
| Indonesien                   | Importe    | 196.041                  | Volksrepublik China          | 28,7 % | Singapur                       | 7,9 %  | Japan                        | 7,5 %  | 2021 |
| Irak                         | Exporte    | 85.218                   | Volksrepublik China          | 21,9 % | Indien                         | 20,6 % | Europäische Union            | 16,5 % | 2016 |
| Irak                         | Importe    | 66.217                   | Volksrepublik China          | 26,9 % | Türkei                         | 26,6 % | Europäische Union            | 12,3 % | 2016 |
| Iran                         | Exporte    | 71.646                   | Volksrepublik China          | 9,5 %  | Irak                           | 9,3 %  | Europäische Union            | 6,2 %  | 2018 |
| Iran                         | Importe    | 48.978                   | Volksrepublik China          | 24,9 % | Europäische Union              | 19,9 % | Vereinigte Arabische Emirate | 13,8 % | 2018 |
| Irland                       | Exporte    | 190.319                  | Europäische Union            | 39,3 % | Vereinigte Staaten             | 30,9 % | Vereinigtes Königreich       | 9,0 %  | 2020 |
| Irland                       | Importe    | 119.496                  | Europäische Union            | 33,4 % | Vereinigtes Königreich         | 22,9 % | Vereinigte Staaten           | 15,1 % | 2020 |
| Island                       | Exporte    | 5.987                    | Europäische Union            | 65,7 % | Vereinigtes Königreich         | 9,6 %  | Vereinigte Staaten           | 7,8 %  | 2021 |
| Island                       | Importe    | 7.817                    | Europäische Union            | 47,7 % | Norwegen                       | 9,7 %  | Norwegen                     | 8,9 %  | 2021 |
| Israel                       | Exporte    | 60.159                   | Vereinigte Staaten           | 27,1 % | Europäische Union              | 24,0 % | Volksrepublik China          | 7,3 %  | 2021 |
| Israel                       | Importe    | 92.155                   | Europäische Union            | 27,7 % | Volksrepublik China            | 18,1 % | Vereinigte Staaten           | 10,2 % | 2021 |
| Italien                      | Exporte    | 610.284                  | Europäische Union            | 52,5 % | Vereinigte Staaten             | 9,5 %  | Schweiz                      | 5,4 %  | 2021 |
| Italien                      | Importe    | 557.524                  | Europäische Union            | 56,7 % | Volksrepublik China            | 8,2 %  | Russland                     | 3,7 %  | 2021 |
| Jamaika                      | Exporte    | 1.441                    | Vereinigte Staaten           | 46,6 % | Kanada                         | 9,7 %  | Europäische Union            | 9,5 %  | 2020 |
| Jamaika                      | Importe    | 5.976                    | Vereinigte Staaten           | 39,7 % | Volksrepublik China            | 8,3 %  | Europäische Union            | 7,6 %  | 2020 |
| Japan                        | Exporte    | 756.032                  | Volksrepublik China          | 21,6 % | Vereinigte Staaten             | 18,0 % | Europäische Union            | 9,2 %  | 2021 |
| Japan                        | Importe    | 768.976                  | Volksrepublik China          | 24,0 % | Europäische Union              | 11,1 % | Vereinigte Staaten           | 10,7 % | 2021 |
| Jemen                        | Exporte    | 662                      | Ägypten                      | 49,6 % | Türkei                         | 28,0 % | Oman                         | 10,5 % | 2019 |
| Jemen                        | Importe    | 5.204                    | Vereinigte Arabische Emirate | 24,0 % | Volksrepublik China            | 10,4 % | Saudi-Arabien                | 6,5 %  | 2019 |
| Jordanien                    | Exporte    | 9.357                    | Vereinigte Staaten           | 22,1 % | Indien                         | 10,9 % | Saudi-Arabien                | 10,5 % | 2020 |
| Jordanien                    | Importe    | 21.613                   | Europäische Union            | 19,3 % | Volksrepublik China            | 15,9 % | Saudi-Arabien                | 12,3 % | 2020 |
| Kambodscha                   | Exporte    | 17.362                   | Vereinigte Staaten           | 30,1 % | Vereinigte Staaten             | 18,2 % | Singapur                     | 14,8 % | 2020 |
| Kambodscha                   | Importe    | 28.369                   | Volksrepublik China          | 37,1 % | Thailand                       | 15,0 % | Vietnam                      | 13,4 % | 2020 |
| Kamerun                      | Exporte    | 4.100                    | Europäische Union            | 43,4 % | Volksrepublik China            | 24,8 % | Indien                       | 5,5 %  | 2018 |
| Kamerun                      | Importe    | 6.100                    | Europäische Union            | 28,1 % | Volksrepublik China            | 18,5 % | Nigeria                      | 5,6 %  | 2018 |
| Kasachstan                   | Exporte    | 60.625                   | Europäische Union            | 37,6 % | Volksrepublik China            | 19,2 % | Russland                     | 10,4 % | 2020 |
| Kasachstan                   | Importe    | 41.171                   | Russland                     | 34,9 % | Volksrepublik China            | 16,7 % | Europäische Union            | 15,2 % | 2020 |
| Kanada                       | Exporte    | 507.615                  | Vereinigte Staaten           | 75,5 % | Europäische Union              | 4,8 %  | Volksrepublik China          | 4,5 %  | 2021 |
| Kanada                       | Importe    | 504.017                  | Vereinigte Staaten           | 48,5 % | Volksrepublik China            | 14,0 % | Europäische Union            | 11,0 % | 2021 |
| Kap Verde                    | Exporte    | 54                       | Europäische Union            | 92,9 % | Vereinigte Staaten             | 5,6 %  | Marokko                      | 1,0 %  | 2020 |
| Kap Verde                    | Importe    | 800                      | Europäische Union            | 79,6 % | Volksrepublik China            | 6,1 %  | Vereinigte Staaten           | 3,2 %  | 2020 |
| Katar                        | Exporte    | 87.203                   | Volksrepublik China          | 15,5 % | Japan                          | 13,6 % | Indien                       | 12,8 % | 2021 |
| Katar                        | Importe    | 27.985                   | Europäische Union            | 23,4 % | Volksrepublik China            | 16,3 % | Vereinigte Staaten           | 11,8 % | 2021 |
| Kenia                        | Exporte    | 6.739                    | Europäische Union            | 15,7 % | Uganda                         | 12,3 % | Vereinigte Staaten           | 8,0 %  | 2021 |
| Kenia                        | Importe    | 19.559                   | Volksrepublik China          | 20,5 % | Indien                         | 10,8 % | Europäische Union            | 10,6 % | 2021 |
| Kirgisistan                  | Exporte    | 1.659                    | Kasachstan                   | 25,5 % | Russland                       | 22,9 % | Vereinigtes Königreich       | 13,9 % | 2021 |
| Kirgisistan                  | Importe    | 5.570                    | Russland                     | 32,8 % | Volksrepublik China            | 26,8 % | Kasachstan                   | 12,0 % | 2021 |
| Kolumbien                    | Exporte    | 40.287                   | Vereinigte Staaten           | 28,1 % | Europäische Union              | 10,8 % | Volksrepublik China          | 8,8 %  | 2021 |
| Kolumbien                    | Importe    | 61.101                   | Volksrepublik China          | 24,2 % | Vereinigte Staaten             | 23,2 % | Europäische Union            | 13,5 % | 2021 |
| Komoren                      | Exporte    | 34                       | Europäische Union            | 50,5 % | Indien                         | 22,8 % | Madagaskar                   | 8,0 %  | 2020 |
| Komoren                      | Importe    | 328                      | Europäische Union            | 26,3 % | Vereinigte Arabische Emirate   | 19,0 % | Pakistan                     | 13,2 % | 2020 |
| DR Kongo                     | Exporte    | 23.500                   | Volksrepublik China          | 41,0 % | Tansania                       | 11,8 % | Sambia                       | 8,8 %  | 2020 |
| DR Kongo                     | Importe    | 10.300                   | Europäische Union            | 25,3 % | Vereinigte Staaten             | 21,3 % | Südafrika                    | 9,2 %  | 2020 |
| Republik Kongo               | Exporte    | 6.970                    | Volksrepublik China          | 63,8 % | Europäische Union              | 12,8 % | Gabun                        | 4,6 %  | 2020 |
| Republik Kongo               | Importe    | 2.302                    | Europäische Union            | 33,4 % | Volksrepublik China            | 18,7 % | Vereinigte Staaten           | 6,7 %  | 2020 |
| Südkorea                     | Exporte    | 644.400                  | Volksrepublik China          | 25,9 % | Vereinigte Staaten             | 14,5 % | Vietnam                      | 9,5 %  | 2020 |
| Südkorea                     | Importe    | 615.093                  | Volksrepublik China          | 23,3 % | Vereinigte Staaten             | 12,4 % | Europäische Union            | 11,8 % | 2020 |
| Kroatien                     | Exporte    | 22.812                   | Europäische Union            | 69,1 % | Bosnien und Herzegowina        | 8,5 %  | Serbien                      | 5,2 %  | 2021 |
| Kiribati                     | Exporte    | 9                        | Japan                        | 31,8 % | Malaysia                       | 17,3 % | Australien                   | 11,5 % | 2020 |
| Kiribati                     | Importe    | 176                      | Fidschi                      | 18,0 % | Australien                     | 15,6 % | Volksrepublik China          | 14,1 % | 2020 |
| Kroatien                     | Importe    | 34.588                   | Europäische Union            | 76,4 % | Volksrepublik China            | 3,6 %  | Bosnien und Herzegowina      | 3,5 %  | 2021 |
| Kuba                         | Exporte    | 1.498                    | Russland                     | 22,9 % | Europäische Union              | 16,7 % | Venezuela                    | 15,4 % | 2016 |
| Kuba                         | Importe    | 8.486                    | Volksrepublik China          | 29,2 % | Europäische Union              | 23,6 % | Brasilien                    | 4,7 %  | 2016 |
| Kuwait                       | Exporte    | 63.128                   | Südkorea                     | 16,8 % | Volksrepublik China            | 14,4 % | Japan                        | 9,6 %  | 2016 |
| Kuwait                       | Importe    | 31.889                   | Europäische Union            | 22,1 % | Volksrepublik China            | 16,0 % | Vereinigte Staaten           | 9,4 %  | 2016 |
| Laos                         | Exporte    | 7.695                    | Thailand                     | 34,7 % | Volksrepublik China            | 28,8 % | Vietnam                      | 19,6 % | 2020 |
| Laos                         | Importe    | 6.275                    | Thailand                     | 49,6 % | Volksrepublik China            | 25,8 % | Vietnam                      | 8,0 %  | 2020 |
| Lesotho                      | Exporte    | 1.064                    | Europäische Union            | 33,8 % | Südafrika                      | 33,4 % | Vereinigte Staaten           | 29,5 % | 2020 |
| Lesotho                      | Importe    | 2.051                    | Südafrika                    | 71,1 % | Volksrepublik China            | 8,5 %  | Taiwan                       | 5,5 %  | 2020 |
| Lettland                     | Exporte    | 20.823                   | Europäische Union            | 66,5 % | Vereinigtes Königreich         | 7,7 %  | Russland                     | 7,3 %  | 2021 |
| Lettland                     | Importe    | 24.447                   | Europäische Union            | 72,9 % | Russland                       | 9,1 %  | Volksrepublik China          | 4,4 %  | 2021 |
| Libanon                      | Exporte    | 4.590                    | Vereinigte Arabische Emirate | 24,3 % | Europäische Union              | 11,4 % | Schweiz                      | 10,1 % | 2021 |
| Libanon                      | Importe    | 13.857                   | Europäische Union            | 34,2 % | Türkei                         | 11,0 % | Volksrepublik China          | 9,2 %  | 2021 |
| Liberia                      | Exporte    | 879                      | Europäische Union            | 44,1 % | Schweiz                        | 9,7 %  | Vereinigte Arabische Emirate | 9,4 %  | 2016 |
| Liberia                      | Importe    | 1.478                    | Südkorea                     | 38,3 % | Singapur                       | 18,0 % | Volksrepublik China          | 15,9 % | 2016 |
| Libyen                       | Exporte    | 28.986                   | Europäische Union            | 63,5 % | Volksrepublik China            | 16,6 % | Vereinigte Arabische Emirate | 3,4 %  | 2018 |
| Libyen                       | Importe    | 18.972                   | Europäische Union            | 39,3 % | Türkei                         | 11,1 % | Vereinigte Arabische Emirate | 10,7 % | 2018 |
| Litauen                      | Exporte    | 40.828                   | Europäische Union            | 57,5 % | Russland                       | 10,8 % | Vereinigte Staaten           | 6,3 %  | 2021 |
| Litauen                      | Importe    | 44.585                   | Europäische Union            | 67,8 % | Russland                       | 11,9 % | Volksrepublik China          | 4,2 %  | 2021 |
| Luxemburg                    | Exporte    | 16.623                   | Europäische Union            | 78,9 % | Vereinigte Staaten             | 2,6 %  | Vereinigtes Königreich       | 2,6 %  | 2021 |
| Luxemburg                    | Importe    | 25.811                   | Europäische Union            | 77,0 % | Vereinigte Staaten             | 3,4 %  | Volksrepublik China          | 3,0 %  | 2021 |
| Macau                        | Exporte    | 1.620                    | Hongkong                     | 79,2 % | Volksrepublik China            | 13,0 % | Vereinigte Staaten           | 5,0 %  | 2021 |
| Macau                        | Importe    | 19.219                   | Vereinigte Staaten           | 32,2 % | Volksrepublik China            | 31,8 % | Japan                        | 8,5 %  | 2021 |
| Madagaskar                   | Exporte    | 2.726                    | Europäische Union            | 40,8 % | Vereinigte Staaten             | 22,5 % | Volksrepublik China          | 6,0 %  | 2020 |
| Madagaskar                   | Importe    | 4.408                    | Volksrepublik China          | 25,4 % | Europäische Union              | 16,9 % | Indien                       | 8,6 %  | 2020 |
| Malawi                       | Exporte    | 1.007                    | Europäische Union            | 34,6 % | Südafrika                      | 6,2 %  | Vereinigtes Königreich       | 6,0 %  | 2020 |
| Malawi                       | Importe    | 3.257                    | Südafrika                    | 20,6 % | Volksrepublik China            | 16,2 % | Vereinigte Arabische Emirate | 10,1 % | 2020 |
| Malaysia                     | Exporte    | 299.028                  | Volksrepublik China          | 15,5 % | Singapur                       | 14,0 % | Vereinigte Staaten           | 11,5 % | 2021 |
| Malaysia                     | Importe    | 237.980                  | Volksrepublik China          | 23,2 % | Singapur                       | 9,5 %  | Europäische Union            | 7,8 %  | 2021 |
| Malediven                    | Exporte    | 285                      | Thailand                     | 46,4 % | Europäische Union              | 21,6 % | Vereinigtes Königreich       | 6,8 %  | 2021 |
| Malediven                    | Importe    | 2.574                    | Oman                         | 13,1 % | Vereinigte Arabische Emirate   | 13,0 % | Volksrepublik China          | 12,6 % | 2021 |
| Mali                         | Exporte    | 5.015                    | Südafrika                    | 36,5 % | Schweiz                        | 35,6 % | Bangladesch                  | 7,1 %  | 2019 |
| Mali                         | Importe    | 6.530                    | Senegal                      | 22,5 % | Europäische Union              | 19,0 % | Volksrepublik China          | 15,8 % | 2019 |
| Malta                        | Exporte    | 3.111                    | Europäische Union            | 48,2 % | Hongkong                       | 5,7 %  | Singapur                     | 5,5 %  | 2020 |
| Malta                        | Importe    | 6.656                    | Europäische Union            | 57,3 % | Vereinigtes Königreich         | 8,3 %  | Volksrepublik China          | 7,9 %  | 2020 |
| Marokko                      | Exporte    | 35.843                   | Europäische Union            | 63,9 % | Indien                         | 4,3 %  | Brasilien                    | 4,1 %  | 2020 |
| Marokko                      | Importe    | 58.034                   | Europäische Union            | 50,9 % | Volksrepublik China            | 12,2 % | Vereinigte Staaten           | 6,3 %  | 2020 |
| Mauretanien                  | Exporte    | 4.343                    | Volksrepublik China          | 33,9 % | Europäische Union              | 18,3 % | Schweiz                      | 17,1 % | 2020 |
| Mauretanien                  | Importe    | 3.564                    | Europäische Union            | 38,7 % | Vereinigte Arabische Emirate   | 14,3 % | Volksrepublik China          | 8,2 %  | 2020 |
| Mauritius                    | Exporte    | 1.964                    | Europäische Union            | 34,3 % | Südafrika                      | 13,9 % | Vereinigtes Königreich       | 9,1 %  | 2021 |
| Mauritius                    | Importe    | 5.142                    | Europäische Union            | 19,1 % | Volksrepublik China            | 17,8 % | Indien                       | 15,6 % | 2021 |
| Mexiko                       | Exporte    | 494.765                  | Vereinigte Staaten           | 78,1 % | Europäische Union              | 3,3 %  | Kanada                       | 2,6 %  | 2021 |
| Mexiko                       | Importe    | 522.455                  | Vereinigte Staaten           | 43,7 % | Volksrepublik China            | 19,9 % | Europäische Union            | 9,8 %  | 2021 |
| Mikronesien                  | Exporte    | 71                       | Guam                         | 11,8 % | Nördliche Marianen             | 4,8 %  | Vereinigte Staaten           | 2,7 %  | 2009 |
| Mikronesien                  | Importe    | 197                      | Vereinigte Staaten           | 37,0 % | Guam                           | 22,1 % | Japan                        | 6,7 %  | 2009 |
| Moldau                       | Exporte    | 3.144                    | Europäische Union            | 61,0 % | Türkei                         | 10,0 % | Russland                     | 8,8 %  | 2021 |
| Moldau                       | Importe    | 7.177                    | Europäische Union            | 43,9 % | Russland                       | 14,7 % | Volksrepublik China          | 11,7 % | 2021 |
| Mongolei                     | Exporte    | 9.247                    | Volksrepublik China          | 82,6 % | Schweiz                        | 9,4 %  | Singapur                     | 2,7 %  | 2021 |
| Mongolei                     | Importe    | 6.849                    | Volksrepublik China          | 36,4 % | Russland                       | 28,6 % | Europäische Union            | 10,3 % | 2021 |
| Montenegro                   | Exporte    | 515                      | Europäische Union            | 31,2 % | Serbien                        | 24,6 % | Schweiz                      | 11,5 % | 2021 |
| Montenegro                   | Importe    | 2.956                    | Europäische Union            | 45,5 % | Serbien                        | 20,1 % | Volksrepublik China          | 9,8 %  | 2021 |
| Mosambik                     | Exporte    | 5.579                    | Europäische Union            | 25,2 % | Südafrika                      | 21,1 % | Indien                       | 12,2 % | 2020 |
| Mosambik                     | Importe    | 8.621                    | Südafrika                    | 29,3 % | Volksrepublik China            | 10,8 % | Europäische Union            | 10,7 % | 2020 |
| Myanmar                      | Exporte    | 15.145                   | Volksrepublik China          | 29,5 % | Thailand                       | 23,1 % | Europäische Union            | 15,4 % | 2021 |
| Myanmar                      | Importe    | 14.322                   | Volksrepublik China          | 29,4 % | Singapur                       | 19,1 % | Thailand                     | 14,4 % | 2021 |
| Namibia                      | Exporte    | 6.696                    | Volksrepublik China          | 34,1 % | Europäische Union              | 17,4 % | Südafrika                    | 14,5 % | 2020 |
| Namibia                      | Importe    | 6.420                    | Südafrika                    | 36,2 % | Sambia                         | 19,1 % | Europäische Union            | 9,2 %  | 2020 |
| Nepal                        | Exporte    | 1.684                    | Indien                       | 68,7 % | Vereinigte Staaten             | 10,3 % | Europäische Union            | 7,1 %  | 2019 |
| Nepal                        | Importe    | 15.893                   | Indien                       | 63,1 % | Volksrepublik China            | 15,7 % | Europäische Union            | 2,5 %  | 2019 |
| Neuseeland                   | Exporte    | 44.758                   | Volksrepublik China          | 31,1 % | Australien                     | 12,8 % | Vereinigte Staaten           | 10,8 % | 2021 |
| Neuseeland                   | Importe    | 49.855                   | Volksrepublik China          | 23,7 % | Europäische Union              | 15,7 % | Australien                   | 11,3 % | 2021 |
| Nicaragua                    | Exporte    | 6.495                    | Vereinigte Staaten           | 56,5 % | Mexiko                         | 11,8 % | El Salvador                  | 5,9 %  | 2021 |
| Nicaragua                    | Importe    | 9.826                    | Vereinigte Staaten           | 24,9 % | Volksrepublik China            | 12,5 % | Europäische Union            | 11,5 % | 2021 |
| Niederlande                  | Exporte    | 836.512                  | Europäische Union            | 64,6 % | Vereinigte Staaten             | 4,8 %  | Volksrepublik China          | 2,4 %  | 2021 |
| Niederlande                  | Importe    | 757.986                  | Europäische Union            | 48,0 % | Volksrepublik China            | 10,2 % | Vereinigte Staaten           | 7,6 %  | 2021 |
| Niger                        | Exporte    | 1.211                    | Europäische Union            | 18,4 % | Mali                           | 8,7 %  | Burkina Faso                 | 6,3 %  | 2020 |
| Niger                        | Importe    | 2.741                    | Europäische Union            | 34,0 % | Volksrepublik China            | 18,4 % | Vereinigte Staaten           | 6,6 %  | 2020 |
| Nigeria                      | Exporte    | 46.932                   | Europäische Union            | 36,3 % | Indien                         | 16,4 % | Kanada                       | 4,5 %  | 2021 |
| Nigeria                      | Importe    | 51.941                   | Europäische Union            | 30,3 % | Volksrepublik China            | 24,7 % | Indien                       | 8,8 %  | 2021 |
| Nordmazedonien               | Exporte    | 8.186                    | Europäische Union            | 77,6 % | Serbien                        | 7,9 %  | Volksrepublik China          | 2,5 %  | 2020 |
| Nordmazedonien               | Importe    | 11.386                   | Europäische Union            | 46,2 % | Vereinigtes Königreich         | 15,6 % | Serbien                      | 7,8 %  | 2020 |
| Norwegen                     | Exporte    | 160.106                  | Europäische Union            | 59,6 % | Vereinigtes Königreich         | 20,5 % | Volksrepublik China          | 5,8 %  | 2021 |
| Norwegen                     | Importe    | 97.764                   | Europäische Union            | 53,9 % | Volksrepublik China            | 13,2 % | Vereinigte Staaten           | 6,3 %  | 2021 |
| Österreich                   | Exporte    | 202.806                  | Europäische Union            | 68,7 % | Vereinigte Staaten             | 6,1 %  | Schweiz                      | 5,1 %  | 2021 |
| Österreich                   | Importe    | 219.520                  | Europäische Union            | 75,7 % | Schweiz                        | 5,1 %  | Volksrepublik China          | 4,2 %  | 2021 |
| Oman                         | Exporte    | 44.591                   | Vereinigte Arabische Emirate | 8,6 %  | Saudi-Arabien                  | 3,9 %  | Vereinigte Staaten           | 3,8 %  | 2021 |
| Oman                         | Importe    | 30.995                   | Vereinigte Arabische Emirate | 35,6 % | Europäische Union              | 7,5 %  | Volksrepublik China          | 7,0 %  | 2021 |
| Osttimor                     | Exporte    | 616                      | Indonesien                   | 25,4 % | Vereinigte Staaten             | 22,3 % | Europäische Union            | 19,7 % | 2017 |
| Osttimor                     | Importe    | 873                      | Indonesien                   | 31,9 % | Volksrepublik China            | 15,1 % | Singapur                     | 13,1 % | 2017 |
| Pakistan                     | Exporte    | 28.319                   | Europäische Union            | 26,4 % | Vereinigte Staaten             | 21,1 % | Volksrepublik China          | 10,5 % | 2021 |
| Pakistan                     | Importe    | 72.515                   | Volksrepublik China          | 28,3 % | Vereinigte Arabische Emirate   | 10,1 % | Europäische Union            | 6,7 %  | 2021 |
| Palau                        | Exporte    | 2                        | Japan                        | 77,2 % | Panama                         | 4,7 %  | Mikronesien                  | 3,3 %  | 2018 |
| Palau                        | Importe    | 156                      | Vereinigte Staaten           | 34,8 % | Singapur                       | 17,0 % | Südkorea                     | 10,3 % | 2018 |
| Panama                       | Exporte    | 13.161                   | Volksrepublik China          | 31,7 % | Europäische Union              | 21,0 % | Japan                        | 13,2 % | 2021 |
| Panama                       | Importe    | 20.596                   | Vereinigte Staaten           | 25,5 % | Volksrepublik China            | 11,9 % | Europäische Union            | 8,4 %  | 2021 |
| Papua-Neuguinea              | Exporte    | 10.433                   | Australien                   | 35,9 % | Europäische Union              | 16,9 % | Japan                        | 11,7 % | 2021 |
| Papua-Neuguinea              | Importe    | 3.024                    | Australien                   | 34,4 % | Singapur                       | 14,3 % | Europäische Union            | 7,3 %  | 2021 |
| Paraguay                     | Exporte    | 10.547                   | Brasilien                    | 33,6 % | Argentinien                    | 25,0 % | Chile                        | 9,5 %  | 2021 |
| Paraguay                     | Importe    | 13.560                   | Chile                        | 30,0 % | Brasilien                      | 23,7 % | Argentinien                  | 9,5 %  | 2021 |
| Peru                         | Exporte    | 59.443                   | Volksrepublik China          | 28,3 % | Vereinigte Staaten             | 16,1 % | Europäische Union            | 12,5 % | 2020 |
| Peru                         | Importe    | 50.871                   | Volksrepublik China          | 28,6 % | Vereinigte Staaten             | 18,5 % | Europäische Union            | 10,5 % | 2020 |
| Philippinen                  | Exporte    | 74.618                   | Vereinigte Staaten           | 15,9 % | Volksrepublik China            | 15,5 % | Japan                        | 14,4 % | 2021 |
| Philippinen                  | Importe    | 86.290                   | Volksrepublik China          | 22,7 % | Japan                          | 9,5 %  | Südkorea                     | 7,2 %  | 2021 |
| Polen                        | Exporte    | 337.908                  | Europäische Union            | 74,7 % | Vereinigtes Königreich         | 5,1 %  | Russland                     | 2,8 %  | 2021 |
| Polen                        | Importe    | 338.341                  | Europäische Union            | 53,3 % | Volksrepublik China            | 14,8 % | Russland                     | 6,0 %  | 2021 |
| Portugal                     | Exporte    | 75.181                   | Europäische Union            | 71,2 % | Vereinigte Staaten             | 5,6 %  | Vereinigtes Königreich       | 5,2 %  | 2021 |
| Portugal                     | Importe    | 97.713                   | Europäische Union            | 73,6 % | Volksrepublik China            | 4,7 %  | Brasilien                    | 3,1 %  | 2021 |
| Ruanda                       | Exporte    | 1.530                    | DR Kongo                     | 37,6 % | Vereinigte Arabische Emirate   | 28,0 % | Tansania                     | 6,2 %  | 2021 |
| Ruanda                       | Importe    | 2.895                    | Volksrepublik China          | 19,1 % | Tansania                       | 13,3 % | Europäische Union            | 10,0 % | 2021 |
| Rumänien                     | Exporte    | 87.384                   | Europäische Union            | 72,4 % | Türkei                         | 3,5 %  | Vereinigtes Königreich       | 2,9 %  | 2021 |
| Rumänien                     | Importe    | 116.228                  | Europäische Union            | 72,7 % | Volksrepublik China            | 5,5 %  | Türkei                       | 4,9 %  | 2021 |
| Russland                     | Exporte    | 493.820                  | Europäische Union            | 38,2 % | Volksrepublik China            | 14,0 % | Türkei                       | 5,4 %  | 2021 |
| Russland                     | Importe    | 303.994                  | Europäische Union            | 32,0 % | Volksrepublik China            | 24,8 % | Vereinigte Staaten           | 5,9 %  | 2021 |
| St. Kitts und Nevis          | Exporte    | 50                       | Vereinigte Staaten           | 68,7 % | St. Lucia                      | 6,8 %  | Trinidad und Tobago          | 6,5 %  | 2017 |
| St. Kitts und Nevis          | Importe    | 260                      | Vereinigte Staaten           | 67,0 % | Trinidad und Tobago            | 4,4 %  | Europäische Union            | 3,5 %  | 2017 |
| St. Lucia                    | Exporte    | 59                       | Vereinigte Staaten           | 33,9 % | Barbados                       | 10,7 % | Trinidad und Tobago          | 8,3 %  | 2019 |
| St. Lucia                    | Importe    | 601                      | Vereinigte Staaten           | 42,7 % | Trinidad und Tobago            | 16,0 % | Europäische Union            | 6,7 %  | 2019 |
| St. Vincent/Grenadinen       | Exporte    | 34                       | Barbados                     | 16,5 % | St. Lucia                      | 16,3 % | Vereinigte Staaten           | 14,6 % | 2021 |
| St. Vincent/Grenadinen       | Importe    | 373                      | Vereinigte Staaten           | 46,8 % | Trinidad und Tobago            | 9,4 %  | Europäische Union            | 9,2 %  | 2021 |
| Salomonen                    | Exporte    | 371                      | Volksrepublik China          | 66,8 % | Europäische Union              | 9,5 %  | Indien                       | 5,1 %  | 2018 |
| Salomonen                    | Importe    | 562                      | Australien                   | 18,2 % | Singapur                       | 16,3 % | Volksrepublik China          | 14,9 % | 2018 |
| Sambia                       | Exporte    | 11.141                   | Schweiz                      | 44,3 % | Volksrepublik China            | 18,7 % | DR Kongo                     | 12,4 % | 2020 |
| Sambia                       | Importe    | 7.049                    | Südafrika                    | 33,2 % | Volksrepublik China            | 16,8 % | Vereinigte Arabische Emirate | 8,8 %  | 2020 |
| Samoa                        | Exporte    | 29                       | Neuseeland                   | 23,3 % | Amerikanisch-Samoa             | 21,1 % | Vereinigte Staaten           | 16,8 % | 2021 |
| Samoa                        | Importe    | 368                      | Neuseeland                   | 23,2 % | Singapur                       | 16,0 % | Volksrepublik China          | 13,5 % | 2021 |
| São Tomé und Príncipe        | Exporte    | 21                       | Europäische Union            | 90,7 % | Kamerun                        | 4,2 %  | Senegal                      | 2,5 %  | 2021 |
| São Tomé und Príncipe        | Importe    | 166                      | Europäische Union            | 55,8 % | Angola                         | 12,0 % | Togo                         | 9,4 %  | 2021 |
| Saudi-Arabien                | Exporte    | 276.179                  | Vereinigte Arabische Emirate | 4,8 %  | Volksrepublik China            | 4,4 %  | Europäische Union            | 2,3 %  | 2020 |
| Saudi-Arabien                | Importe    | 152.850                  | Europäische Union            | 21,4 % | Volksrepublik China            | 20,2 % | Vereinigte Staaten           | 10,7 % | 2020 |
| Schweden                     | Exporte    | 189.734                  | Europäische Union            | 52,7 % | Norwegen                       | 10,7 % | Vereinigte Staaten           | 8,1 %  | 2021 |
| Schweden                     | Importe    | 186.899                  | Europäische Union            | 66,8 % | Norwegen                       | 10,2 % | Volksrepublik China          | 6,8 %  | 2021 |
| Schweiz                      | Exporte    | 380.194                  | Europäische Union            | 41,8 % | Vereinigte Staaten             | 16,5 % | Volksrepublik China          | 8,7 %  | 2021 |
| Schweiz                      | Importe    | 324.069                  | Europäische Union            | 49,0 % | Vereinigtes Königreich         | 11,2 % | Vereinigte Staaten           | 7,5 %  | 2021 |
| Senegal                      | Exporte    | 5.202                    | Mali                         | 20,2 % | Schweiz                        | 14,4 % | Europäische Union            | 11,3 % | 2021 |
| Senegal                      | Importe    | 9.699                    | Europäische Union            | 34,1 % | Volksrepublik China            | 9,7 %  | Indien                       | 7,1 %  | 2021 |
| Serbien                      | Exporte    | 25.564                   | Europäische Union            | 64,5 % | Bosnien und Herzegowina        | 7,2 %  | Russland                     | 3,9 %  | 2021 |
| Serbien                      | Importe    | 33.797                   | Europäische Union            | 63,1 % | Volksrepublik China            | 8,3 %  | Russland                     | 7,9 %  | 2021 |
| Seychellen                   | Exporte    | 464                      | Europäische Union            | 27,6 % | Bermuda                        | 19,4 % | Cayman Islands               | 12,2 % | 2020 |
| Seychellen                   | Importe    | 1.133                    | Europäische Union            | 29,2 % | Vereinigte Arabische Emirate   | 19,2 % | Britische Jungferninseln     | 11,9 % | 2020 |
| Sierra Leone                 | Exporte    | 697                      | Europäische Union            | 29,0 % | Volksrepublik China            | 18,3 % | Südkorea                     | 14,3 % | 2018 |
| Sierra Leone                 | Importe    | 1.803                    | Volksrepublik China          | 20,1 % | Volksrepublik China            | 18,5 % | Vereinigte Arabische Emirate | 8,4 %  | 2018 |
| Simbabwe                     | Exporte    | 6.035                    | Südafrika                    | 39,4 % | Vereinigte Arabische Emirate   | 20,3 % | Mosambik                     | 9,3 %  | 2020 |
| Simbabwe                     | Importe    | 7.188                    | Südafrika                    | 49,3 % | Singapur                       | 10,9 % | Volksrepublik China          | 9,3 %  | 2020 |
| Singapur                     | Exporte    | 457.357                  | Volksrepublik China          | 13,7 % | Hongkong                       | 12,4 % | Vereinigte Staaten           | 10,8 % | 2020 |
| Singapur                     | Importe    | 406.226                  | Volksrepublik China          | 14,4 % | Malaysia                       | 12,7 % | Taiwan                       | 11,0 % | 2020 |
| Slowakei                     | Exporte    | 103.557                  | Europäische Union            | 79,4 % | Vereinigtes Königreich         | 4,0 %  | Vereinigte Staaten           | 3,2 %  | 2021 |
| Slowakei                     | Importe    | 103.499                  | Europäische Union            | 56,5 % | Volksrepublik China            | 7,1 %  | Russland                     | 6,3 %  | 2021 |
| Slowenien                    | Exporte    | 57.352                   | Europäische Union            | 66,5 % | Schweiz                        | 13,4 % | Serbien                      | 3,1 %  | 2021 |
| Slowenien                    | Importe    | 57.560                   | Europäische Union            | 55,4 % | Volksrepublik China            | 13,1 % | Schweiz                      | 10,9 % | 2021 |
| Somalia                      | Exporte    | 128                      | Saudi-Arabien                | 37,3 % | Oman                           | 22,7 % | Vereinigte Arabische Emirate | 16,3 % | 2016 |
| Somalia                      | Importe    | 2.156                    | Indien                       | 26,3 % | Volksrepublik China            | 20,8 % | Europäische Union            | 11,4 % | 2016 |
| Spanien                      | Exporte    | 382.993                  | Europäische Union            | 58,4 % | Vereinigtes Königreich         | 5,5 %  | Vereinigte Staaten           | 4,5 %  | 2021 |
| Spanien                      | Importe    | 418.176                  | Europäische Union            | 46,4 % | Volksrepublik China            | 9,7 %  | Vereinigte Staaten           | 4,7 %  | 2021 |
| Sri Lanka                    | Exporte    | 12.499                   | Vereinigte Staaten           | 24,7 % | Europäische Union              | 24,0 % | Vereinigtes Königreich       | 7,5 %  | 2021 |
| Sri Lanka                    | Importe    | 20.637                   | Volksrepublik China          | 23,7 % | Indien                         | 22,0 % | Europäische Union            | 7,5 %  | 2021 |
| Südafrika                    | Exporte    | 123.572                  | Europäische Union            | 18,9 % | Volksrepublik China            | 11,5 % | Vereinigte Staaten           | 8,4 %  | 2020 |
| Südafrika                    | Importe    | 113.989                  | Europäische Union            | 26,2 % | Volksrepublik China            | 20,8 % | Vereinigte Staaten           | 6,4 %  | 2020 |
| Sudan                        | Exporte    | 4.279                    | Vereinigte Arabische Emirate | 27,5 % | Volksrepublik China            | 20,3 % | Saudi-Arabien                | 16,3 % | 2018 |
| Sudan                        | Importe    | 9.238                    | Volksrepublik China          | 17,4 % | Russland                       | 15,1 % | Saudi-Arabien                | 10,2 % | 2018 |
| Suriname                     | Exporte    | 1.513                    | Vereinigte Arabische Emirate | 39,5 % | Schweiz                        | 23,4 % | Europäische Union            | 11,7 % | 2021 |
| Suriname                     | Importe    | 1.381                    | Vereinigte Staaten           | 24,5 % | Europäische Union              | 23,0 % | Trinidad und Tobago          | 12,8 % | 2021 |
| Syrien                       | Exporte    | 739                      | Europäische Union            | 39,4 % | Irak                           | 20,2 % | Türkei                       | 5,5 %  | 2010 |
| Syrien                       | Importe    | 6.463                    | Europäische Union            | 24,5 % | Türkei                         | 9,5 %  | Volksrepublik China          | 8,8 %  | 2010 |
| Tadschikistan                | Exporte    | 2.150                    | Türkei                       | 28,3 % | Kasachstan                     | 21,2 % | Usbekistan                   | 11,5 % | 2020 |
| Tadschikistan                | Importe    | 4.210                    | Russland                     | 29,7 % | Kasachstan                     | 24,1 % | Volksrepublik China          | 14,0 % | 2020 |
| Taiwan                       | Exporte    | 447.693                  | Volksrepublik China          | 28,2 % | Vereinigte Staaten             | 14,7 % | Hongkong                     | 14,7 % | 2021 |
| Taiwan                       | Importe    | 382.101                  | Volksrepublik China          | 21,6 % | Japan                          | 14,7 % | Vereinigte Staaten           | 10,4 % | 2021 |
| Tansania                     | Exporte    | 6.391                    | Vereinigte Arabische Emirate | 16,5 % | Indien                         | 15,8 % | Südafrika                    | 14,3 % | 2021 |
| Tansania                     | Importe    | 10.024                   | Volksrepublik China          | 24,8 % | Vereinigte Arabische Emirate   | 12,5 % | Indien                       | 11,1 % | 2021 |
| Thailand                     | Exporte    | 272.006                  | Vereinigte Staaten           | 14,9 % | Volksrepublik China            | 12,9 % | Japan                        | 9,9 %  | 2020 |
| Thailand                     | Importe    | 266.882                  | Volksrepublik China          | 24,0 % | Japan                          | 13,3 % | Europäische Union            | 7,5 %  | 2020 |
| Togo                         | Exporte    | 1.350                    | Burkina Faso                 | 14,3 % | Mali                           | 11,1 % | Benin                        | 10,8 % | 2021 |
| Togo                         | Importe    | 2.632                    | Europäische Union            | 26,0 % | Volksrepublik China            | 19,7 % | Indien                       | 6,3 %  | 2021 |
| Tonga                        | Exporte    | 16                       | Neuseeland                   | 23,2 % | Hongkong                       | 17,7 % | Vereinigte Staaten           | 13,1 % | 2014 |
| Tonga                        | Importe    | 276                      | Neuseeland                   | 28,6 % | Singapur                       | 21,1 % | Vereinigte Staaten           | 10,9 % | 2014 |
| Trinidad und Tobago          | Exporte    | 8.619                    | Vereinigte Staaten           | 41,6 % | Europäische Union              | 14,3 % | Guyana                       | 6,7 %  | 2021 |
| Trinidad und Tobago          | Importe    | 5.763                    | Vereinigte Staaten           | 34,6 % | Europäische Union              | 10,6 % | Volksrepublik China          | 10,5 % | 2021 |
| Tschad                       | Exporte    | 2.560                    | Vereinigte Staaten           | 57,0 % | Europäische Union              | 8,9 %  | Indien                       | 8,9 %  | 2016 |
| Tschad                       | Importe    | 2.745                    | Europäische Union            | 44,1 % | Volksrepublik China            | 15,7 % | Kamerun                      | 15,1 % | 2016 |
| Tschechien                   | Exporte    | 226.407                  | Europäische Union            | 80,1 % | Vereinigtes Königreich         | 3,8 %  | Vereinigte Staaten           | 2,4 %  | 2021 |
| Tschechien                   | Importe    | 211.508                  | Europäische Union            | 58,7 % | Volksrepublik China            | 16,7 % | Russland                     | 3,0 %  | 2021 |
| Tunesien                     | Exporte    | 16.689                   | Europäische Union            | 70,3 % | Libyen                         | 3,9 %  | Vereinigte Staaten           | 2,3 %  | 2021 |
| Tunesien                     | Importe    | 22.488                   | Europäische Union            | 47,8 % | Volksrepublik China            | 10,4 % | Türkei                       | 5,4 %  | 2021 |
| Türkei                       | Exporte    | 225.218                  | Europäische Union            | 41,9 % | Vereinigte Staaten             | 6,5 %  | Vereinigtes Königreich       | 6,1 %  | 2021 |
| Türkei                       | Importe    | 271.426                  | Europäische Union            | 31,5 % | Volksrepublik China            | 11,9 % | Russland                     | 10,7 % | 2021 |
| Turkmenistan                 | Exporte    | 9.212                    | Volksrepublik China          | 70,0 % | Europäische Union              | 9,3 %  | Türkei                       | 5,3 %  | 2016 |
| Turkmenistan                 | Importe    | 4.026                    | Türkei                       | 26,4 % | Europäische Union              | 23,3 % | Russland                     | 10,5 % | 2016 |
| Uganda                       | Exporte    | 4.193                    | Vereinigte Arabische Emirate | 44,5 % | Europäische Union              | 11,8 % | Kenia                        | 11,2 % | 2020 |
| Uganda                       | Importe    | 8.784                    | Volksrepublik China          | 16,4 % | Indien                         | 11,6 % | Kenia                        | 9,4 %  | 2020 |
| Ukraine                      | Exporte    | 68.075                   | Europäische Union            | 39,0 % | Volksrepublik China            | 12,1 % | Türkei                       | 6,1 %  | 2021 |
| Ukraine                      | Importe    | 72.527                   | Europäische Union            | 40,2 % | Volksrepublik China            | 15,2 % | Russland                     | 8,4 %  | 2021 |
| Ungarn                       | Exporte    | 141.921                  | Europäische Union            | 76,5 % | Vereinigtes Königreich         | 3,1 %  | Vereinigte Staaten           | 2,9 %  | 2021 |
| Ungarn                       | Importe    | 141.973                  | Europäische Union            | 71,7 % | Volksrepublik China            | 7,1 %  | Russland                     | 3,1 %  | 2021 |
| Uruguay                      | Exporte    | 9.539                    | Volksrepublik China          | 20,3 % | Brasilien                      | 15,4 % | Europäische Union            | 7,8 %  | 2020 |
| Uruguay                      | Importe    | 10.320                   | Brasilien                    | 21,1 % | Volksrepublik China            | 19,0 % | Argentinien                  | 13,0 % | 2020 |
| Usbekistan                   | Exporte    | 14.081                   | Volksrepublik China          | 12,4 % | Russland                       | 12,1 % | Türkei                       | 11,6 % | 2021 |
| Usbekistan                   | Importe    | 23.740                   | Russland                     | 22,4 % | Volksrepublik China            | 20,4 % | Europäische Union            | 13,5 % | 2021 |
| Vereinigte Arabische Emirate | Exporte    | 425.160                  | Saudi-Arabien                | 6,2 %  | Indien                         | 5,6 %  | Irak                         | 3,4 %  | 2021 |
| Vereinigte Arabische Emirate | Importe    | 357.529                  | Volksrepublik China          | 14,9 % | Europäische Union              | 10,8 % | Indien                       | 6,0 %  | 2021 |
| Vanuatu                      | Exporte    | 54                       | Malaysia                     | 20,4 % | Philippinen                    | 18,0 % | Neuseeland                   | 11,5 % | 2011 |
| Vanuatu                      | Importe    | 339                      | Australien                   | 29,7 % | Singapur                       | 18,2 % | Neuseeland                   | 12,7 % | 2011 |
| Venezuela                    | Exporte    | 3.375                    | Vereinigte Staaten           | 35,1 % | Indien                         | 17,2 % | Volksrepublik China          | 14,1 % | 2016 |
| Venezuela                    | Importe    | 7.770                    | Vereinigte Staaten           | 22,1 % | Europäische Union              | 15,0 % | Volksrepublik China          | 14,3 % | 2016 |
| Vereinigte Staaten           | Exporte    | 1.754.300                | Kanada                       | 17,5 % | Mexiko                         | 15,8 % | Europäische Union            | 15,5 % | 2021 |
| Vereinigte Staaten           | Importe    | 2.935.314                | Volksrepublik China          | 18,5 % | Europäische Union              | 17,1 % | Mexiko                       | 13,2 % | 2021 |
| Vereinigtes Königreich       | Exporte    | 468.177                  | Europäische Union            | 44,4 % | Vereinigte Staaten             | 12,7 % | Schweiz                      | 8,4 %  | 2021 |
| Vereinigtes Königreich       | Importe    | 693.774                  | Europäische Union            | 44,6 % | Volksrepublik China            | 13,2 % | Vereinigte Staaten           | 8,7 %  | 2021 |
| Vietnam                      | Exporte    | 335.929                  | Vereinigte Staaten           | 27,4 % | Volksrepublik China            | 17,4 % | Europäische Union            | 12,5 % | 2020 |
| Vietnam                      | Importe    | 331.582                  | Volksrepublik China          | 32,2 % | Südkorea                       | 17,9 % | Japan                        | 7,8 %  | 2020 |
| Weißrussland                 | Exporte    | 39.762                   | Russland                     | 35,0 % | Europäische Union              | 13,6 % | Ukraine                      | 3,0 %  | 2021 |
| Weißrussland                 | Importe    | 41.387                   | Russland                     | 28,6 % | Europäische Union              | 14,2 % | Volksrepublik China          | 8,1 %  | 2021 |
| Zentralafrikanische Republik | Exporte    | 162                      | Europäische Union            | 40,4 % | Vereinigte Arabische Emirate   | 16,5 % | Kamerun                      | 13,2 % | 2018 |
| Zentralafrikanische Republik | Importe    | 590                      | Europäische Union            | 33,3 % | Volksrepublik China            | 11,8 % | Kamerun                      | 8,1 %  | 2018 |
| Zypern                       | Exporte    | 3.787                    | Europäische Union            | 24,2 % | Libanon                        | 8,7 %  | Marshallinseln               | 7,6 %  | 2021 |
| Zypern                       | Importe    | 10.168                   | Europäische Union            | 64,5 % | Volksrepublik China            | 5,0 %  | Israel                       | 4,7 %  | 2021 |